# 瓦尔马德雷拉
瓦尔马德雷拉（義大利語：Valmadrera），是意大利莱科省的一个市镇。总面积12.56平方公里，人口11542人，人口密度918.9人/平方公里（2009年）。国家统计（ISTAT）代码为097083。

## 友好城市
- 法國沙托纳莱马尔蒂盖 2000年